# Júlíana Sara Gunnarsdóttir
Júlíana Sara Gunnarsdóttir (* 21. Juli 1990) ist eine isländische Schauspielerin,  Drehbuchautorin und Filmproduzentin.

## Leben und Karriere
Júlíana wurde am 21. Juli 1990 geboren. Sie begann ihre Schauspielkarriere 2013 am britischen Theater in Steven Dykes‘ Hedvig This Divided Earth. Im selben Jahr schloss sie ihr Bachelorstudium am Rose Bruford College ab.
Ihr Debüt gab sie 2014 in dem Kurzfilm Sjúkdómarinn. Anschließend war sie 2016 in Grimmd zu sehen. Unter anderem wurde sie für den Film Fullir Vasar gecastet. Von 2018 bis 2023 war sie für die Serie Venjulegt fólk als Drehbuchautorin, Produzentin und Hauptdarstellerin tätig. Außerdem spielte sie 2020 in Meikar Ekki Sens mit. 2021 trat Júlíana in dem Film Cop Secret auf.

## Filmografie
Filme
- 2014: Sjúkdómarinn
- 2016: Grimmd
- 2018: Fullir Vasar
- 2021: Cop Secret

Serien
- 2018–2023: Venjulegt fólk
- 2020: Meikar Ekki Sens